# Rinnovamento Francese
Rinnovamento Francese (in francese Renouveau français) è un partito politico francese di estrema destra e nazionalista fondato nel novembre 2005.
Affiliato al Fronte Nazionale Europeo, il suo simbolo è un fiore di giglio stilizzato.

## Ideologia
Renouveau français politicamente si definisce come un partito nazionalista, cattolico e contro-rivoluzionario; nello specifico, l'opposizione è rivolta ai principi liberali della Rivoluzione francese del 1789. Nonostante il disconoscimento totale dell'epopea rivoluzionaria, l'organizzazione ha come simbolo il tricolore e sostiene di difendere la nazione francese.

## Attività
Alla testa del movimento c'è un comitato direttivo formato da quattro membri con alcune antenne locali come a Parigi,  Vannes, Nantes, in Yvelines, Anjou, Normandia, nel Berry, in Alsazia e in Borgogna, nonché dei gruppi di militanti in alcune altre grandi città.
Il movimento pubblica una rivista, L'Héritage, creata nell'autunno del 2004, e controlla inoltre l'etichetta discografica Patriote Productions. È inoltre vicino alla Fraternità franco-serba, un'associazione francese che milita contro l'indipendenza del Kossovo e sostiene le popolazioni serbe del Kossovo. Il movimento partecipa regolarmente alle trasmissioni della web radio Radio Rèsistance.